# Fragiele-X-syndroom
Het fragiele-X-syndroom (FXS) is een erfelijke aandoening die gepaard gaat met een milde tot matige verstandelijke handicap en op autisme gelijkend gedrag. Verder zijn er dikwijls bepaalde uiterlijke kenmerken, waaronder een lang, smal gezicht en grote oren. Het syndroom wordt veroorzaakt doordat een mutatie in het X-chromosoom ervoor zorgt dat er een deel van het FMR1-gen gekopieerd is, waardoor er niet genoeg FMRP-eiwit gemaakt kan worden.
Er bestaat geen specifiek op fragiele-X-syndroom gerichte medicatie, al wordt er gebruik gemaakt van middelen tegen aandachtsproblemen, hyperactiviteit, angst en agressie.
Ongeveer 1 op de 4.000 mannen en 1 op de 6.000 vrouwen heeft dit syndroom. In Nederland zijn er ongeveer 2.900 mensen met het fragiele-X-syndroom. Jaarlijks worden 20 jongetjes en 15 meisjes geboren met het fragiele-X-syndroom. Daarmee is het, op het syndroom van Down na, de meest voorkomende genetische oorzaak van een verstandelijke beperking.

## Geschiedenis en naam
In 1943 beschreven Martin en Bell een familie met een geslachtsgebonden (dat wil zeggen dat de aandoening vooral jongens treft) overervende vorm van verstandelijke handicaps. Later kon worden aangetoond, dat deze familie aan het fragiele-X-syndroom leed. In 1969 werd ontdekt dat dit syndroom gepaard ging met een eigenaardigheid van het X-chromosoom. Als cellen uit bijvoorbeeld bloed of huid van patiënten met het fragiele-X-syndroom worden gekweekt op een voedingsbodem met weinig foliumzuur, treedt in het X-chromosoom van een deel van de gekweekte cellen een breuk op aan het einde van de lange arm. Hier bevindt zich dus een fragile site, een kwetsbare plek waaraan het syndroom zijn naam ontleent. In 1991 werd ten slotte het FMR1-gen ontdekt dat zich op die plek bevindt en de afwijking die het syndroom veroorzaakt.

## Oorzaak
Het fragiele-X-syndroom wordt veroorzaakt door een verandering, een mutatie in het FMR1-gen dat zich bevindt op het X-chromosoom op band q 27.3, dat is bijna aan het eind van de lange arm. Het DNA van dit gen codeert voor een deel van het FMRP eiwit, dat een belangrijke rol speelt in de hersenen. DNA geeft die code aan door middel van de volgorde van vier chemische stoffen, A,G,C en T, die als letters in een alfabet fungeren. Reeksen van drie letters coderen telkens voor één bepaald aminozuur, een van de bouwstenen van een eiwit, dat dus opgebouwd wordt volgens de code van het DNA.
Bij het fragiele-X-syndroom is er een verandering (mutatie) ontstaan in het DNA van het FMR1 gen; de letter-CGG heeft zich eindeloos gekopieerd en komt meer dan 200 keer achter elkaar voor (meer dan 200 repeats). Hierdoor kan het gen niet meer functioneren en treedt de stoornis op. Het normale gen bevat tussen de 6 en de 43 CGG–repeats. Als er tussen de 55 en de 200 CGG-repeats zijn (een premutatie), kan het gen nog functioneren, maar als het aantal repeats bij de vorming van de eicel toeneemt, wordt de mutatie doorgegeven en treedt het syndroom in de volgende generatie op. Als het FMR1-gen niet functioneert, zal er een tekort ontstaan aan het eiwit FMRP, het eiwit waarvoor het codeert. Het ontbreken van dit eiwit lijkt er toe te leiden dat zenuwcellen te sterk reageren op bepaalde transmitters, met name glutamaat.

## Erfelijkheid

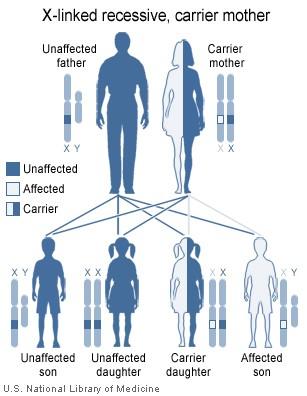
X-gebonden overervende aandoening

Vrouwen hebben in iedere cel twee X chromosomen, mannen slechts één en een Y-chromosoom. Bij vrouwen wordt in de meeste cellen een van de twee X-chromosomen inactief gemaakt (lyonisatie). Daardoor is in de helft van de cellen een gezond X-chromosoom actief. Vrouwen met fragiele X hebben dus in de regel een veel minder ernstige handicap dan mannen en kunnen vaak een gezonde draagster zijn. Mannen kunnen het beschadigde X-chromosoom alleen van hun moeder erven (van hun vader erven zij het Y-chromosoom). 
Het patroon van gezonde draagsters die aangedane zonen krijgen, is geslachtsgebonden of X-gebonden overerving. Het schema uit de illustratie hiernaast gaat echter niet geheel op, omdat veel draagsters van fragiele-X wel gehandicapt zijn. Een premutatie gaat niet gepaard met een verstandelijke beperking en kan generaties lang in een familie aanwezig zijn, zonder over te gaan in een mutatie. De overgang naar een mutatie van meer dan 230 repeats treedt alleen op bij doorgifte door een vrouw, die dan dus zelf in het geheel geen verschijnselen heeft.

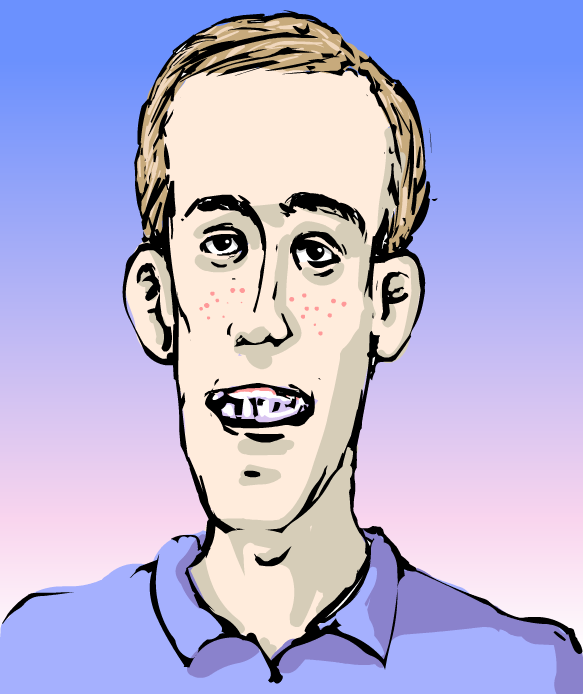
Kenmerkende gelaatstrekken van het syndroom: lang gelaat, grote, vaak afstaande oren

## Verschijnselen
De meeste jonge kinderen met fragiele-X-syndroom vertonen geen fysieke kenmerken. Deze kenmerken ontwikkelen zich vaak pas in de puberteit. Behalve een verstandelijke beperking, zijn de meest kenmerkende symptomen onder andere een langgerekt gezicht, grote of uitstekende oren, platte voeten, vergrote testikels en een verlaagde spierspanning. Gedurende hun jeugd krijgen kinderen met FXS regelmatig last van middenoorontsteking en bijholteontsteking. Daarnaast hebben sommige mensen met FXS taalafwijkingen, waaronder een warrige, onsamenhangende spraak. Kenmerkend gedrag bestaat uit stereotiepe bewegingen, zoals het fladderen met de handen bij opwinding of stress.
Verder vertonen mensen met FXS vaak schuw gedrag en vermijden ze oogcontact; dit wordt wel autistiform genoemd. Sommigen voldoen aan de diagnostische criteria voor autisme. Ook het geheugen en het vermogen om gezichten in het geheugen op te slaan lijken te zijn aangedaan.
ADHD-achtig gedrag komt bij mannen met fragiele-X vaak voor. Bij vrouwen komen soms depressies voor.

## Diagnose
De diagnose fragiele-X-syndroom wordt vermoed bij mensen met een verstandelijke handicap en de typische kenmerken. Maar ook, wanneer de typische kenmerken ontbreken, zal bij mannen of jongens met een verstandelijke handicap, waarvan de oorzaak niet bekend is, al snel onderzoek worden ingezet naar het fragiele-X-syndroom. In het DNA van de lymfocyten uit een buisje bloed wordt gekeken naar de verlenging van het gen die optreedt als het aantal repeats is toegenomen. Zo kan worden vastgesteld of de mutatie aanwezig is. Dit onderzoek kan ook plaatsvinden in vruchtwater of placentavlokken.
- Bibliothèque nationale de France: cb12261022k (data)
- Gemeinsame Normdatei: 4324268-6
- Library of Congress Control Number: sh85051162
- Nationale Bibliotheek van Tsjechië: ph1141096
- Nationale Bibliotheek van Israël: 987007548098505171